# Brie-sous-Matha
Brie-sous-Matha é uma comuna francesa localizada no departamento de Charente-Maritime na região administrativa da Nova Aquitânia, no sudoeste da França.